# Gerardus Antonius van Hamel

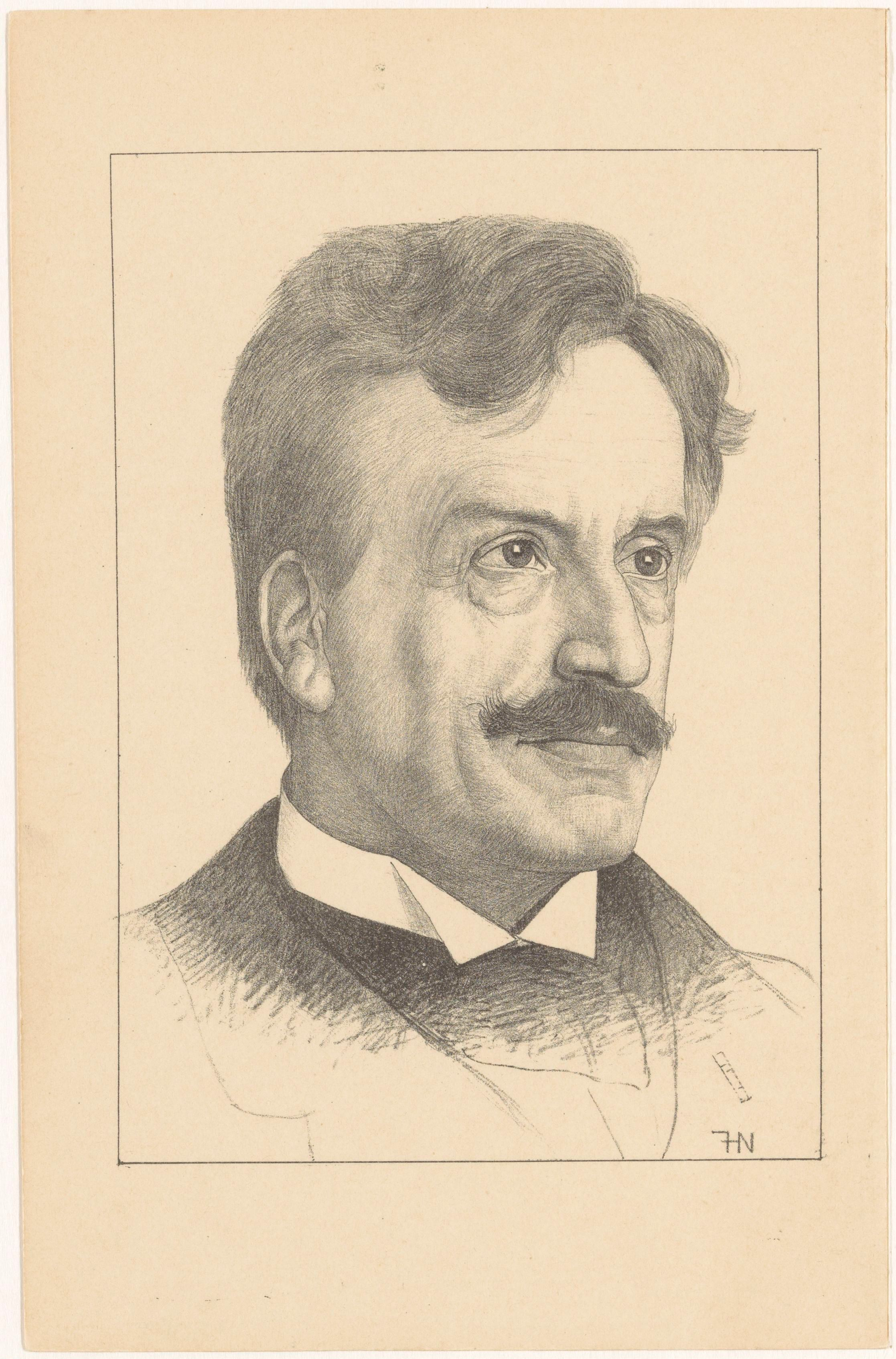
G. A. van Hamel (Porträt von Hart Nibbrig)

Gerardus Antonius van Hamel (* 17. Januar 1842 in Haarlem; † 1. März 1917 in Amsterdam) war ein niederländischer Strafrechtler und liberaler Politiker. Er war ein Vertreter der „modernen Strafrechtsschule“ und gründete mit Adolphe Prins und Franz von Liszt die Internationale Kriminalistische Vereinigung. Als Abgeordneter für die Liberalen saß er ab 1910 in der Zweiten Kammer der Generalstaaten.

## Leben
Van Hamel stammte aus einer alten Hugenottenfamilie und war der Zwillingsbruder des Romanisten A. G. van Hamel (1842–1907). Er studierte Rechtswissenschaft in Groningen und Leiden und wurde 1865 in Leiden mit der privatrechtlichen Arbeit De nietigheid van den verkoop van eens anders goed promoviert. Von 1865 bis 1871 war er zunächst als Anwalt in Leiden tätig. Am 1. April 1871 wurde er stellvertretender Staatsanwalt in Heerenveen und ab dem 1. März 1874 in Rotterdam. Am 1. Juni 1878 wechselte er als Rechtsberater ins niederländische Kriegsministerium.
1870 initiierte van Hamel die Gründung der Niederländischen Juristenvereinigung. 1880 wurde er als Nachfolger Emilio Brusas als Professor für Strafrecht an die Universität Amsterdam berufen. 1890/91 amtierte er als Rektor der Universität. Politisch engagierte er sich in der Liberalen Union, die er 1885 mitbegründete, und deren Vorsitzender er von 1885 bis 1887 sowie 1895/6 war. 1892 zog er in das Provinzparlament von Nordholland ein, dem er bis zu seinem Tode angehörte. Als ihm 1905 das Justizministerium angeboten wurde, lehnte er allerdings ab. Von 1909 bis zu seinem Tod war er Mitglied der Zweiten Kammer der Generalstaaten. Ab 1910 gehörte er außerdem den Gedeputeerde Staten von Nordholland an. Seinen Lehrstuhl an der Universität Amsterdam, den er nach den gesetzlichen Bestimmungen als Mandatsträger abgeben musste, übernahm 1910 sein ältester Sohn J. A. van Hamel.

## Strafrechtsreformer
Einen Namen machte sich van Hamel vor allem als Strafrechtler und treibende Kraft der kontinentaleuropäischen Strafrechtsreformbewegung. 1885 knüpfte er anlässlich des Internationalen Gefängniskongresses in Rom enge Beziehungen zu Cesare Lombroso und Enrico Ferri und traf erstmals mit Franz von Liszt zusammen, den er bald darauf in Marburg besuchte. 1886 gründete er nach dem Vorbild des italienischen Archivio di psichiatria criminale (1880) und von Liszts' Zeitschrift für die gesamte Strafrechtswissenschaft (1881) die Tijdschrift voor Strafrecht. Gemeinsam mit von Liszt und Adolphe Prins gründete van Hamel 1889 die Internationale Kriminalistische Vereinigung. 1896 begründete er den Verein Pro Juventute und 1907 die Psychiatrisch-Juridisch Gezelschap, der er bis 1915 vorstand.
Van Hamel verfasste 1889 eine grundlegende Einführung in das niederländische Strafrecht (Inleiding tot de studie van het Nederlandsche strafrecht), das 1886 mit der Einführung des Wetboek van Strafrecht reformiert worden war. Er wandte sich gegen den Dogmatismus im Strafrecht und befürwortete ausgehend von der Kriminalanthropologie Lombrosos ein Strafrecht als soziale Verteidigung. Als Parlamentsmitglied setzte er sich für Strafvollzugsreformen ein. Er gehörte ab 1910 auch der Kommission an, die eine neue Strafprozessordnung für die Niederlande entwerfen sollte.

## Schriften
- De nietigheid van den verkoop van eens anders goed. S.C. van Doesburgh, Leiden 1865.
- La nouvelle législation pénale du Japon. C. Muquardt, Bruxelles 1882.
- und P. J. van Swinderen: Is vereenvoudiging van het strafgeding voor den Kantonrechter wenschelijk? Zoo ja, in welken zin?. Belinfante, ’s-Gravenhage 1884.
- De grenzen der heerschappij van het strafrecht. Van Kampen, Amsterdam 1880.
- Moet nevens de tuchthuisstraf (zoo deze behouden wordt) en de gevangenisstraf een andere vrijheidsstraf - custodia honesta - in het strafrecht worden opgenomen? Zoo ja, van welke beginselen moet de wetgever uitgaan bij het vaststellen en bedreigen dezer straf?. Belinfante, ’s-Gravenhage 1880.
- Nederlandsch en Indisch Strafrecht. De Bussy, Amsterdam 1882.
- Liberale Unie. Inleiding tot de behandeling van eenige vraagstukken van sociale wetgeving. Liberale Unie, [S.l.] 1886.
- De tegenwoordige beweging op het gebied van het strafrecht., Amsterdam 1891.
- In hoever is het, met inachtneming van de voorschriften der bestaande Grondwet, wenschelijk en mogelijk, om te komen tot eenvoudiger en sneller berechting van kleine strafzaken, vooral van die welke tot de bevoegdheid behooren van den kantonrechter?. Belinfante, ’s-Gravenhage 1896.
- Het vraagstuk van de doodstraf., Amsterdam 1897.
- L'anthropologie criminelle et les dogmes du droit pénal., Milano etc. 1906.
- Inleiding tot de studie van het nederlandsche strafrecht. 2. Auflage, Haarlem, ’s-Gravenhage 1907.
- De behandeling van de geestelijk minderwaardigen als vraagstuk van strafrechtshervorming. Rossen, Amsterdam 1909.
- Ontwerp van wet regelende het burgerlijk proces in eersten aanleg met memorie van toelichting. Belinfante, 's-Gravenhage 1911.